# آنژل رامبر
آنژل رامبر (فرانسوی: Ángel Rambert‎; ۱۲ ژوئن ۱۹۳۶ – ۲۵ اکتبر ۱۹۸۳) بازیکن سابق فوتبال اهل آرژانتین بود.
از باشگاه‌هایی که در آن بازی کرده‌است می‌توان به باشگاه فوتبال المپیک لیون و باشگاه فوتبال لانوس اشاره کرد.
وی همچنین در تیم ملی فوتبال فرانسه بازی کرده‌است.